# Aleksandr Trépov
Alexandr Fiodorovich Trépov (en ruso: Александр Фёдорович Трепов; Kiev, 30 de septiembre de 1862 - Niza, 10 de noviembre de 1928) fue un político ruso, primer ministro del Imperio ruso desde el 23 de noviembre de 1916 hasta el 9 de enero de 1917.

## Biografía
Era el hijo mayor del general  Fiódor Trépov. Sus tres hermanos Fiódor, Dmitri y Vladimir fueron altos funcionarios durante el reinado del zar Nicolás II. Alexandr completó su formación en el cuerpo de pajes, luego trabajó en el Ministerio del Interior, fue elegido Mariscal del Uyezd de Perejaslaw y se convirtió en subsecretario de Estado en 1899. Como miembro de una comisión especial, participó en la redacción de un plan para una Duma Estatal y el Manifiesto de Octubre. En 1906 se convirtió en senador y en 1914 fue nombrado al Consejo de Estado. En octubre  de 1915 fue nombrado Ministro de Transporte, y en noviembre de 1916 ascendió al cargo de Primer ministro como sucesor de Borís Shtiúrmer.
Como una conexión entre el puerto sin hielo de Murmansk y el Frente Oriental, Trépov hizo que los prisioneros de guerra construyeran el ferrocarril de Murman en 1916/1917. En los meses siguientes, intentó sin éxito detener la influencia de Rasputín en el zar. Poco después del asesinato de Rasputin, se le pidió que interrogara a Félix Yusúpov, uno de los asesinos de Rasputin, sobre las circunstancias de la noche del asesinato.
Después de la Revolución de Octubre, Trépov fue arrestado y se convirtió en un líder del Movimiento Blanco después de su liberación. Desde el otoño de 1918 hasta 1919, dirigió el Comité Especial para Rusia en Helsinki, Finlandia. Luego emigró a Francia y apoyó al Ejército Blanco desde allí. A finales de mayo de 1921, asistió al Congreso monárquico ruso en Bad Reichenhall, así como a un congreso de emigrantes rusos en abril de 1926 con participantes de 26 países en el Hotel Majestic en París, organizado por Piotr Struve.
Murió en Niza el 10 de noviembre de 1928 y fue enterrado allí en el cementerio ortodoxo ruso.
En 1916 fue galardonado con el mando de la Legión de Honor.